# Pozzuoli amfiteátrum
Koordináták: é. sz. 40° 49′ 33″, k. h. 14° 07′ 30″40.825869°N 14.125078°E

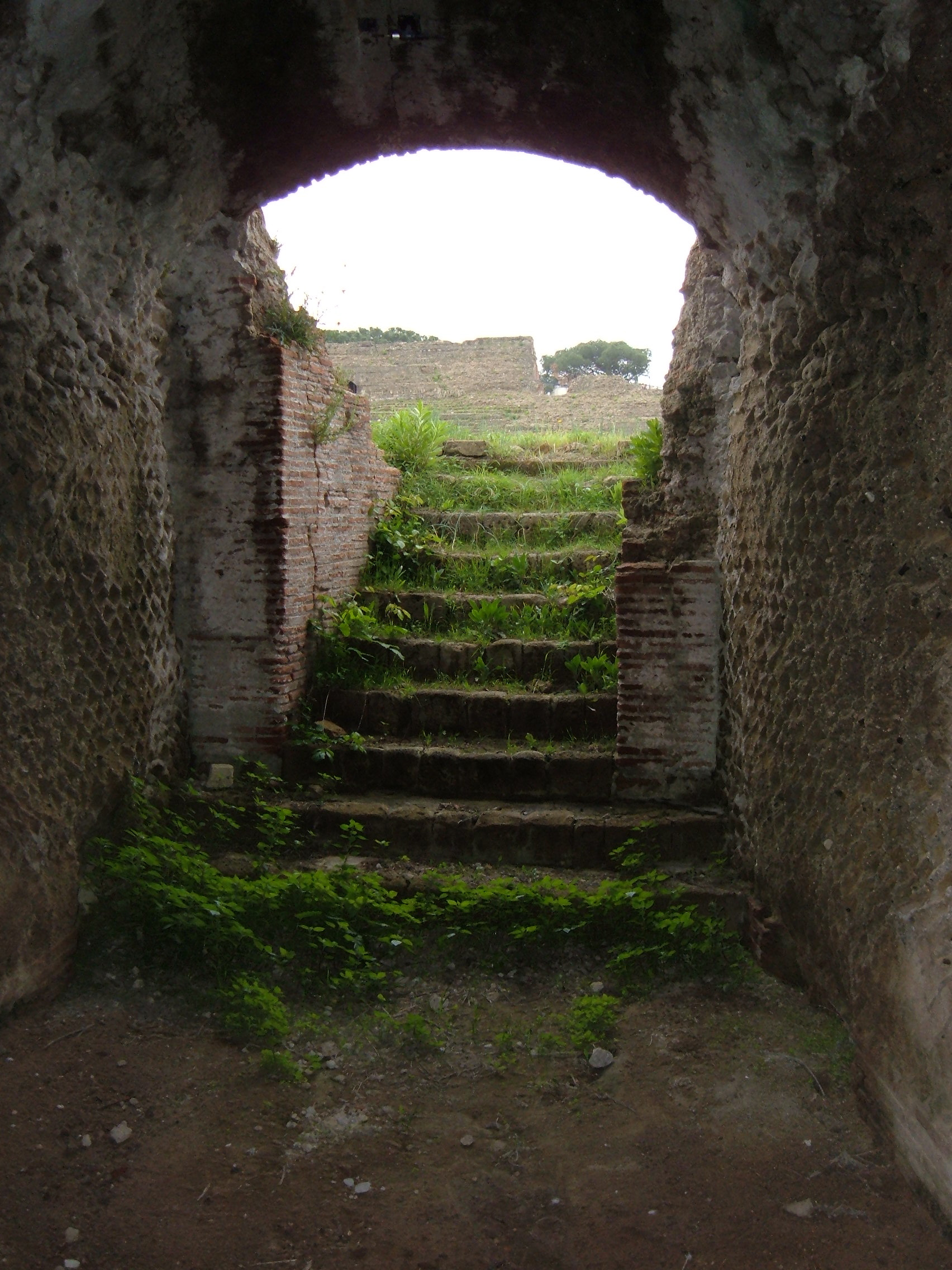
Az amfiteátrum bejárata

A pozzuoli amfiteátrum (Amphitheatrum Flavium) a harmadik legnagyobb amfiteátrum Olaszország területén a római Colosseum és a capuai amfiteátrum után. Vespasianus és Titus császárok uralkodása idején épült és 20 000 néző befogadására volt képes. Ellipszis alakú 147x117 m kiterjedésű, a viadaltér 72x42 m nagy. Egyike az ókori Puteoli két amfiteátrumának.

## Története
Amikor a római Puteoli – Augustus császár korában – a görögországi Délosszal vetekedett a Róma és a keleti provinciák közötti kereskedelmi forgalom lebonyolításában, már állt egy kisebb amfiteátrum a város egy magasabban fekvő részén. Erről ma csak néhány rom tanúskodik. Az i. sz. 1 században felmerült egy nagyobb színház építése, melyben adott esetben gladiátori küzdelmeket is tarthattak. A terv megvalósítására a század végén, Vespasianus császár uralkodása idején került sor. A város a saját költségén (pecunia sua) építette fel az amfiteátrumot, erről tanúskodik a kapuja fölötti felirat: COLONIA AVGVSTA PUTEOLANA PECVNIA SVA. A 20 000 néző befogadására alkalmas amfiteátrum a római Colosseum előtt épült fel, tervezői valószínűleg ugyanazok a mesterek voltak. Noha méreteiben (147x117 m) alulmarad római társánál, egy dologban azonban felülmúl minden hasonló római emléket: teljes épségben megmaradtak a földalatti folyosói, amelyeket a 19. század közepén ástak ki. A középkorban szobordíszeit és burkolóköveit elhordták vagy helyben mésszé égették. Közülük csak egy Neptunus-szobor és néhány töredék maradt fenn. Az amfiteátrum helyiségeiben a város szegényei tanyáztak évszázadok során. 
Az amfiteátrum egyik érdekessége a Szent Januáriusz-kápolna. A legenda szerint 305-ben itt raboskodott Szent Januáriusz (Nápoly védőszentje) valamint Szent Proculus (Pozzuoli védőszentje). Az arénában vadállatok elé vetették ugyan, de a legendák szerint a vadak nem bántották őket, ezért elhurcolták és a Nápoly felé vezető úton, a Solfatara közelében lefejezték mindkettőjüket.